# Linyphia menyuanensis
Linyphia menyuanensis är en spindelart som beskrevs av Hu 200. Linyphia menyuanensis ingår i släktet Linyphia och familjen täckvävarspindlar. Inga underarter finns listade i Catalogue of Life.